# サーサーン朝領エジプト

サーサーン朝領エジプト
Պարսկահայաստան

東ローマ帝国のエジプト管区の領域。

サーサーン朝領エジプト（サーサーンちょうりょうエジプト、アルメニア語: Պարսկահայաստան、619年-629年）はサーサーン朝の支配下に入った時期の、現在のエジプトやリビアなどの地域を指す。
サーサーン朝皇帝ホスロー2世は東ローマ・サーサーン戦争を引き起こした。戦いの中で、配下の将軍シャフルバラーズはエジプトを征服した。ホスロー2世がクーデターにより命を落とし、東ローマ皇帝ヘラクレイオスとサーサーン朝が和平交渉を結ぶまで、エジプトはおよそ10年間に渡りサーサーン朝の支配を受けた。

## 概要

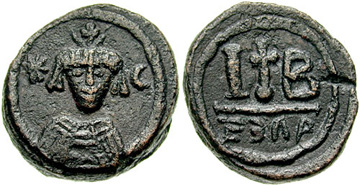
アレクサンドリアで鋳造された、ホスロー2世のビザンツ様式の硬貨

エジプトはサーサーン朝（おそらくその将軍シャフルバラーズ）によって征服され、619年ごろには、州都アレクサンドリアもサーサーン朝によって陥落した。エジプトの防衛部隊は現地民で構成されていて、その実態は戦闘経験がない警備員のようなものであった。アレクサンドリアを除いては、大きな武力抵抗の痕跡も残っておらず、エジプトの征服は容易であったと考えられる。
エジプトは東ローマ帝国の領域の中でも特に裕福な地域であり、その喪失は東ローマ帝国に大きな衝撃を与えた。これらの征服時期はよくわかっていないが、アレクサンドリアのは619年6月までには陥落していて、その後も南に占領地を広げ、621年までには全東ローマ領エジプトを支配している。
サーサーン朝のエジプト征服には不明なところが多い。タバリーの記述によると、将軍シャーヒーンが陥落させたとある。一方で、シャフルバラーズが征服したと記述する資料もある。現代の歴史家のほとんどは、シャーヒーンは小アジア征服中であり、エジプトへは派遣されておらず、シャフルバラーズがエジプトを陥落させたとみなしている。また、その正確な日時も分かっていないが、発見されたパピルス文書と一次資料から619年ごろとされている。
シャフルバラーズはシャフルアーラーニヨーザーンがエジプト総督につくまでの間、エジプトを統治した。新たに統治者となった、シャフルアーラーニヨーザーンは「karframan-idar」（「宮廷執事」の意味）の称号を名乗った。エジプトの総督を務めるとともに、徴税官を兼任し、ファイユームに居住したとされる。彼は、単なる徴税官のみならず、武官も兼ねていてエジプトに駐留した軍の指揮官ともされている。中期ペルシア語の文献では、エジプトを「Agiptus」として以下のように記述されている。「agiptus būm kē misr-iz xwānēnd」（ミスル（Misr）とも呼ばれるAgiptusの土地）。ナイル川は「rōd ī nīl」と呼ばれた。
626年以降の資料には、シャフルアーラーニヨーザーンについての記述が無く、代わってシャフルバラーズがエジプトの支配者として記述されている。622年ごろから東ローマ・サーサーン戦争は東ローマ帝国が攻勢に出ている。626年にはコンスタンティノープル包囲に失敗した。628年にはファッルフ・ホルミズドら貴族によりホスロー2世が廃位され、新たに即位したカワード2世が和平交渉に応じたことで戦争は終結した。カワード2世はシャフルバラーズに占領地から撤退するよう求めたが、それに応じずエジプトから撤退しなかった。ヘラクレイオスはシャフルバラーズと和平交渉を始め、自身の王位簒奪への援助と引き換えにエジプトから撤退した。630年1月までにはエジプトが東ローマ帝国のもとに奪還された。

## 統治
シリア語の資料には、ホスロー2世はシャフルバラーズに「服従する者は友好的に受け入れ、平和と繁栄を保て。しかし、抵抗して戦争を起こすような者は剣を持って殺せ」と助言したと記述されているように、征服が行われてすぐは、暴力行為があったが小規模なものに過ぎなかった。サーサーン朝は東ローマ帝国時代の統治機構を維持するとともに、エジプトの臣民には、ゾロアスター教の改宗を強制しなかった。単性論派のキリスト教会を支援し、ビザンツ教会を迫害し、コプト教徒はこの状況の中で、多くの正教会を支配下に置いた。エジプトには数多くのサーサーン朝の駐屯地が設けられた。エレファンティネ島、Herakleia、オクシリンコス、Kynon、テオドシオポリス、ヘルモポリス、アンティノオポリス（Antinopolis）Kosson、リュコス（Lykos）、ディオスポリス（Diospolis）、マクシミアノポリス（Maximianopolis）などがその代表例である。これら駐屯地では臣民から税を徴収し、軍隊用の必需品を調達していた。発見されたパピルスの文書には、サーサーン朝による税の徴収について言及されていて、徴税方法は東ローマ帝国と変わっていないことが分かっている。また別のパピルスには、サーサーン朝兵士とその妹について言及されていて、兵士とともにエジプトに定住した家族がいたことが判明している。
エジプトにおけるサーサーン朝の統治は東ローマ帝国の統治に比べるとほんの僅かであったが、その影響は今でも残っている。例えば、殉教者や告白者（confessors）を称えるコプト派の正月の祝祭ナイルーズは、イラン正月の祝祭ノウルーズに由来する。また、サーサーン朝に関する祝祭日として十字架挙栄祭があり、イエス・キリストが磔となった聖十字架の発見と、628年にサーサーン朝から奪還してエルサレムに返納されたことを記念している。エジプトで繁栄したコプト美術も、サーサーン芸術から大きく影響を受けている。

## 統治者の一覧
| 期間           | 統治者                       |
| -------------- | ---------------------------- |
| 619年-621年    | シャフルバラーズ             |
| 621年-626年(?) | シャフルアーラーニヨーザーン |
| 626年(?)-629年 | シャフルバラーズ             |